# 特羅耶希納

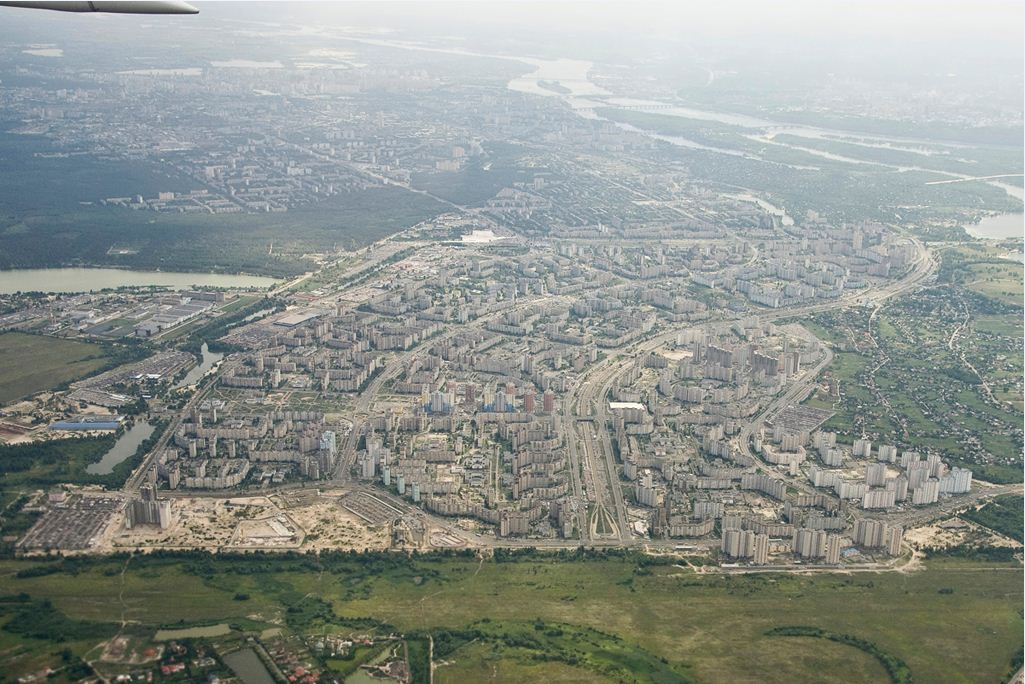
從基輔市邊界向西鳥瞰特羅耶什契納，背景為第聶伯河及其右岸的城區

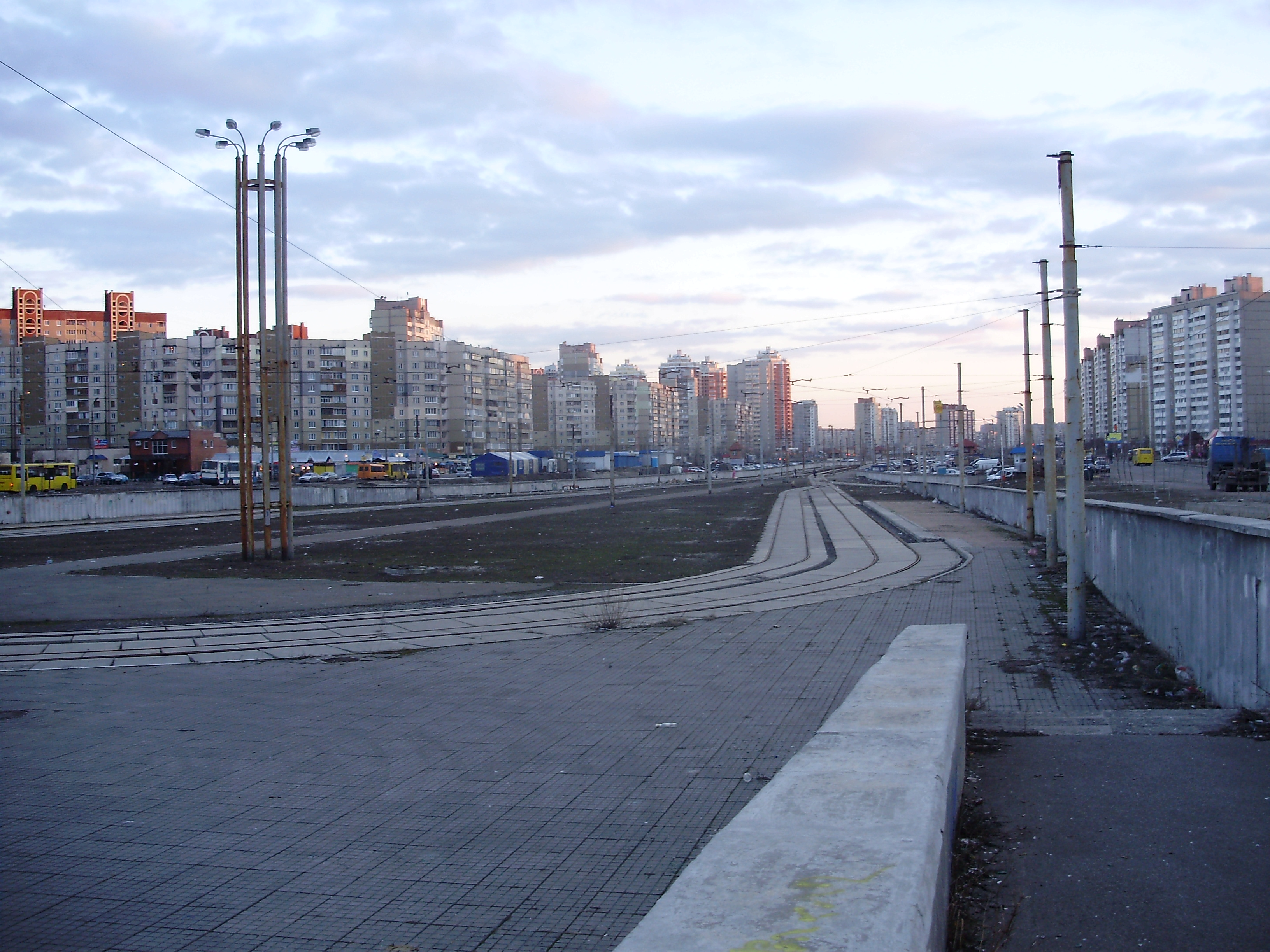
Typical skyline of Troieschyna as seen from the light rail's Myloslavska Street Station.

特羅耶希納（烏克蘭語：Вигурівщина-Троєщина，羅馬化：Troieshchyna，發音：[troˈjɛʃt͡ʃɪnɐ]，直譯：“三位一體”；又譯特羅耶什契納）是乌克兰首都基辅的街区。坐落於該市左岸北部的市郊地帶，行政上由傑斯納區管轄。